# 오로티딘 일인산 탈카복실화효소
오로티딘 일인산 탈카복실화효소(영어: orotidine monophosphate decarboxylase) (EC 4.1.1.23)는 피리미딘 생합성에 관여하는 효소이다. OMP 탈카복실화효소(영어: OMP decarboxylase), 오로티딜산 탈카복실화효소(영어: orotidylate decarboxylase), 오로티딘 5'-일인산 탈카복실화효소(영어: orotidine 5'-monophosphate decarboxylase), 오로티딘 5'-인산 탈카복실화효소(영어: orotidine 5'-phosphate decarboxylase)라고도 한다. 오로티딘 일인산 탈카복실화효소는 오로티딘 일인산(OMP)을 탈카복실화하여 유리딘 일인산(UMP)의 생성을 촉매한다. 오로티딘 일인산 탈카복실화효소는 피리미딘 뉴클레오타이드인 유리딘 삼인산(UTP), 사이티딘 삼인산(CTP) 및 디옥시티미딘 삼인산(dTTP)의 신생합성에 필수적이다. 오로티딘 일인산 탈카복실화효소는 극도의 촉매 효율과 효모 균주 공학을 위한 선택적 마커로서의 유용성이 입증되었기 때문에 과학 연구에 빈번하게 사용되었다.
|  |

## 같이 보기
- 오로티딘 일인산 (OMP)
- 탈카복실화효소
- 키르케 효과